# لواقح الأنوار في طبقات الأخيار
الطبقات الكبرى المسماة بلواقح الأنوار في طبقات الأخيار تأليف عبد الوهاب ابن أحمد بن علي الأنصاري الشافعي المصري المعروف بالشعراني. ظهر في القرن العاشر الهجري. والطبقات مجلدان خصصهما لتراجم كبار علماء الصوفية من رجال ونساء، وقد ترجم لأربعمائة وأربعة وعشرين شخصاً، بإضافة مشائخه وعددهم 87 شخصاً، وقد بدأ تراجم هؤلاء بأبي بكر الصديق رضي الله عنه وختمهم بعلي بن شهاب جده الأدنى، ثم ابتدأ بمحمد المغربي الشاذلي وختمهم بالشيخ علي العياشي.  